# Ixchel

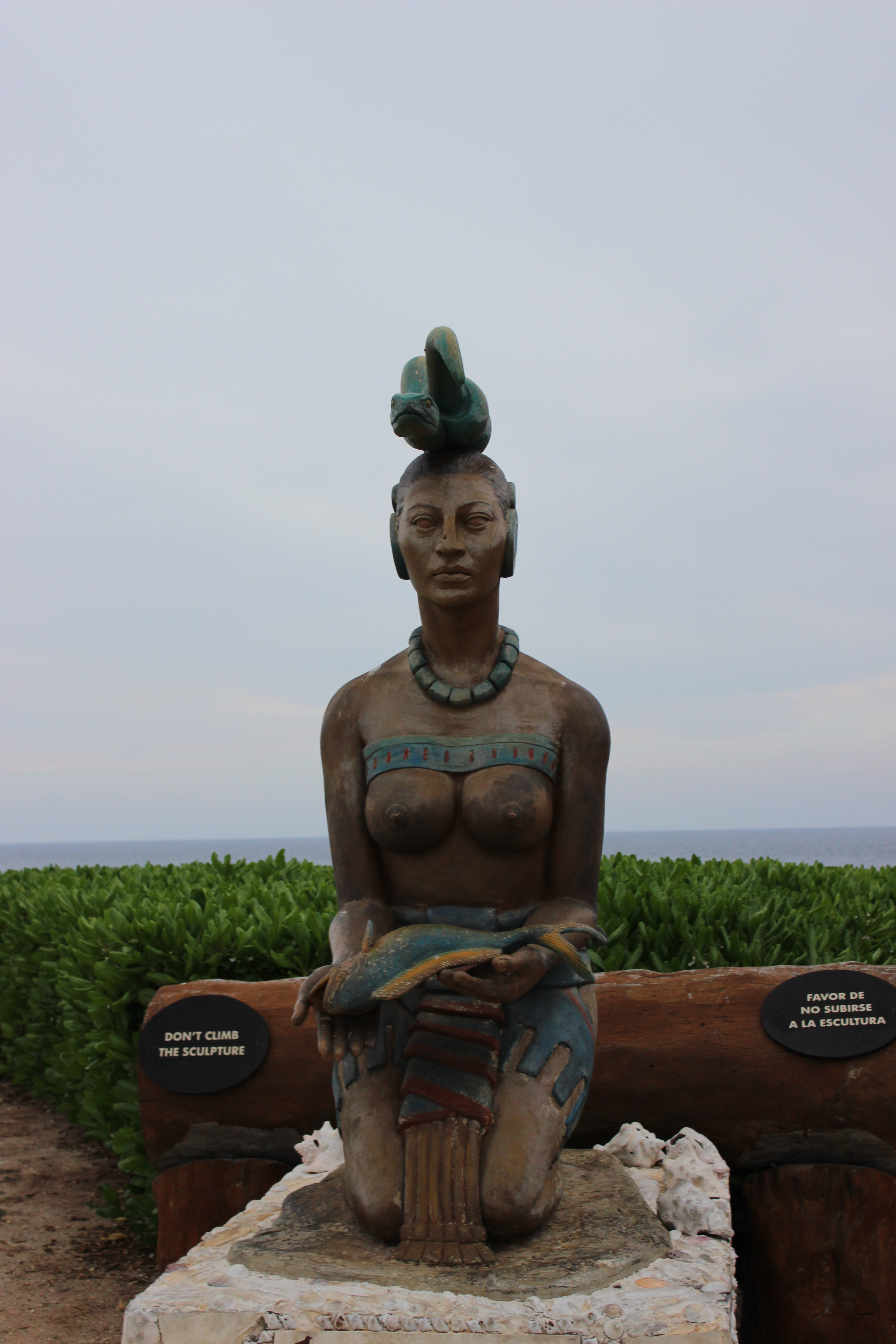
Estátua da deusa Ixchel em punta sur, Isla Mujeres, México

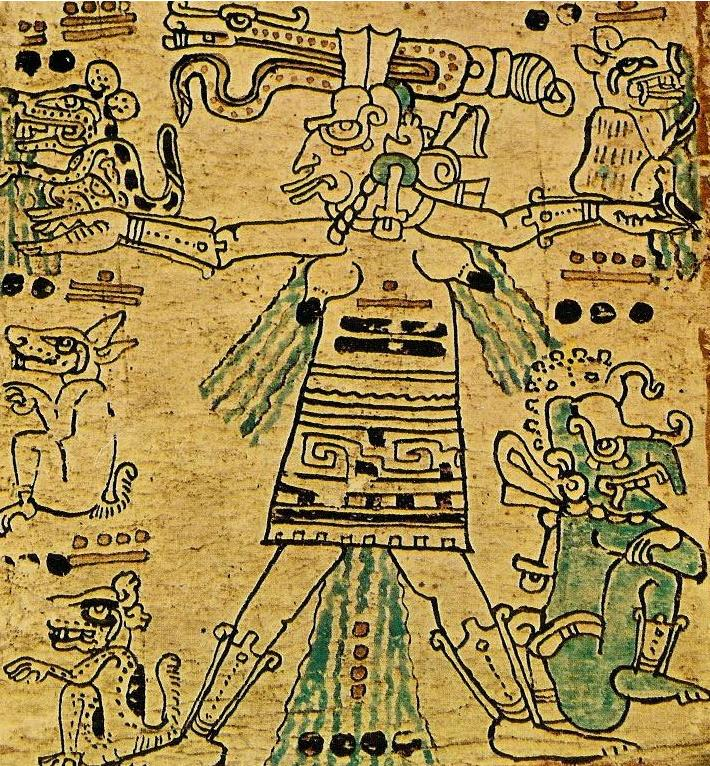
Ixchel Codex Dresden

Ixchel na mitologia Maia era a deusa do amor, da lua, do arco-íris, da água, do parto, da gravidez, da fertilidade e da medicina.  Ixchell era esposa do deus do céu Itzamna, sua representação era a de uma mulher idosa, com serpentes nos cabelos, às vezes possuindo garras e olhos de onça. Ela era às vezes representada como uma jovem mulher que esvazia um vaso de água sobre a terra, ou como uma tecelã. Era protetora das tecelãs e tinha a capacidade de prever o futuro.  Ixchell era muitas vezes representada acompanhada de um coelho. 
Ixchel vivia no Ahua, o céu dos maias.  
Junto a Itzamna, ela teve treze filhos, entre eles, Yum Kaax, deus do millho, Ek Chuah, deus do cacau, da guerra e benfeitor dos comerciantes. O nome Ixchel é traduzido como Senhora do Arco-Íris ou como A da Face Pálida.  

## Mitologia maia
As lendas mitológicas contam que um deus todo poderoso chamado Itzamna criou o mundo e se casou com a deusa da Lua chamada Ixchel procriando os deuses Yum Kaax (deus do milho), Ek Chuah e aos deuses dos sacrifícios e das estrelas; suas filhas foram as deusas das águas, da noite e do paraíso..
Seu templo se localiza na ilha Dcuzamil, da província de Ecab (hoje Cozumel). Do porto de Pole (hoje Xcaret) partiam as canoas de peregrinos até o templo em Dcuzamil para solicitar o oráculo desta deusa; nesta peregrinação, ajudavam, também, as mulheres jovens a pedir em suas gestações a procriarem os filhos que seus esposos queriam.
A história de Ixchel e Itzamna mostra interessantes diferenças e similaridades com o mito japonês de Izanagi e Izanami. Nesta, os nomes e personalidades dos personagens estão invertidos, sendo Izanami a deidade feminina, e a mesma quem ataca, violentamente, o seu esposo. 
Diz-se que Ixchel protegia os peregrinos que visitavam sua ilha sagrada, Cozumel. A Ilha das Mulheres também estava dedicada a seu culto.